# Kirsten Heckmann-Janz
Kirsten Heckmann-Janz (* 7. Juli 1946 in Flensburg; † 14. September 2021) war eine deutsche Hörfunkjournalistin und Autorin.

## Leben und Wirken
Heckmann-Janz wuchs in Deutschland und Dänemark auf und studierte Publizistik an der Freien Universität Berlin. Seit 1980 schrieb sie häufig in Zusammenarbeit mit Sylvia Conradt als freie Journalistin und Autorin überwiegend Hörfunkdokumentationen zu zeitgeschichtlichen und sozialpolitischen Themen, darunter Don Quijote im Kalten Krieg. Die Geschichte des Otto John. Mehrere ihrer Dokumentationen erschienen auch auf CD oder als Bücher. Gemeinsam mit Jürgen Zimmermann führte sie Regie in dem Dokumentarfilm des SFB Der Titania-Palast: Ein Stück Kulturgeschichte (1987). 2003 erhielt sie einen Ernst-Schneider-Preis in der Kategorie Hörfunk.

## Bücher
- ...du heiratest ja doch (mit Sylvia Conradt), Fischer Fachbuch Verlag Frankfurt 1985, ISBN 9783596237616
- Reichstrümmerstadt – Leben in Berlin 1945–1961 (mit Sylvia Conradt), Luchterhand 1987 ISBN 9783472616788
- Berlin halb und halb. Von Frontstädtern, Grenzgängern und Mauerspechten. (mit Sylvia Conradt), Luchterhand 1993, ISBN 9783630619224
- Hrsg.: Solange wir zu zweit sind. Friedrich der Große und Wilhelmine Markgräfin von Bayreuth in Briefen. (mit Sybille Kretschmer und Friedrich Wilhelm Prinz von Preußen), Verlag Langen Müller 2003